# François Aman-Jean
Pour les articles homonymes, voir Aman et Jean.
François Henri Amand Jean, dit François Aman-Jean, né à Paris (4e) le 14 septembre 1894, mort à Château-Thierry le 24 avril 1986, est connu comme écrivain et dramaturge français. 

## Biographie
Il est le fils du peintre Edmond Aman-Jean et de Philiberte Thadée Jacquet ; il a pour sœur Céline Aman-Jean.
Lieutenant au 117e régiment d'infanterie, il épouse à Paris, le 4 décembre 1916, Charlotte Simon, fille du peintre Lucien Simon, elle-même artiste peintre, connue sous le nom de Charlotte Aman-Jean.
Capitaine dans l'armée française, il sert en Roumanie en 1918 .
Docteur en médecine, chirurgien de son état, Aman-Jean s’essaie au théâtre en 1949, la création de Jeanne la Folle par la Comédie-Française à l’Odéon ne rencontre pas le succès escompté. Cependant, il persévère avec une pièce en un acte, aux Noctambules, quatre ans plus tard.
Philippe Besnard a fait de lui un buste en bronze, exposé en 1913 au Salon de la Société Nationale des Beaux-arts (SNBA).

## Romans
- Annie de Berck et Marie de Montreuil, chronique, Paris, Buchet-Chastel, 1963
- L’Ourson, Paris, Buchet-Chastel, 1965
- L’Enfant oublié : chronique, 1894-1905, Buchet-Chastel, Paris, 1979, prix Louis-Paul-Miller de l’Académie française en 1980.

## Théâtre
- 1949 : Jeanne la Folle, mise en scène de Jean Meyer, Comédie-Française au théâtre de l'Odéon, 27 octobre 1949
- 1953 : Le Gardien des oiseaux, pièce en un acte, mise en scène Sacha Pitoëff, théâtre des Noctambules

## Télévision
- 1964 : Meneer Emile (Zaalwachter Vogels)

## Distinctions
- Croix de guerre 1914-1918 (France)
- Chevalier de l'Ordre de Saint-Stanislas (Russie impériale)